# Майок (коммуна)
Майо́к (фр. Mailhoc, окс. Mailuòc) — коммуна во Франции, находится в регионе Юг — Пиренеи. Департамент — Тарн. Входит в состав кантона Альби-3. Округ коммуны — Альби.
Код INSEE коммуны — 81152.

## География
Коммуна расположена приблизительно в 540 км к югу от Парижа, в 70 км северо-восточнее Тулузы, в 11 км к северо-западу от Альби.

## Климат
Климат умеренно-океанический. Зима мягкая и дождливая, лето жаркое с частыми грозами. Ветры довольно редки.

## Население
Население коммуны на 2010 год составляло 255 человек.
| 1962 | 1968 | 1975 | 1982 | 1990 | 1999 | 2010 |
| ---- | ---- | ---- | ---- | ---- | ---- | ---- |
| 243  | 213  | 225  | 225  | 237  | 222  | 255  |

## Администрация
| Период | Период | Фамилия       | Партия | Примечания |
| ------ | ------ | ------------- | ------ | ---------- |
| 1983   | 2008   | Жан-Марк Экут |        |            |
| 2008   | 2014   | Патрик Бертон |        |            |
| 2014   | 2020   | Жан-Марк Экут |        |            |

## Экономика
В 2007 году среди 132 человек в трудоспособном возрасте (15—64 лет) 97 были экономически активными, 35 — неактивными (показатель активности — 73,5 %, в 1999 году было 73,1 %). Из 97 активных работали 91 человек (47 мужчин и 44 женщины), безработных было 6 (4 мужчины и 2 женщины). Среди 35 неактивных 12 человек были учениками или студентами, 9 — пенсионерами, 14 были неактивными по другим причинам.

## Достопримечательности
- Церковь Св. Иоанна. Исторический памятник с 1928 года.[4]
- Церковь Св. Элигия (XV век). Исторический памятник с 1927 года.[5]
- Замок Майок (XV—XVI века). Исторический памятник с 1927 года.[6]

## Фотогалерея

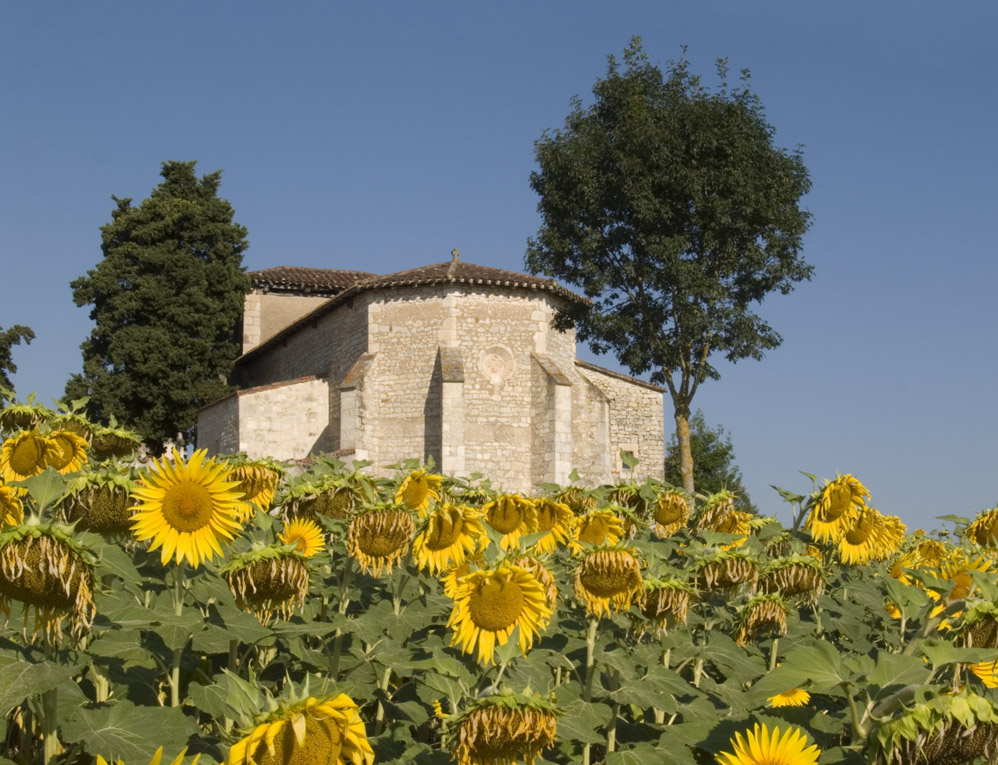
Церковь Св. Иоанна
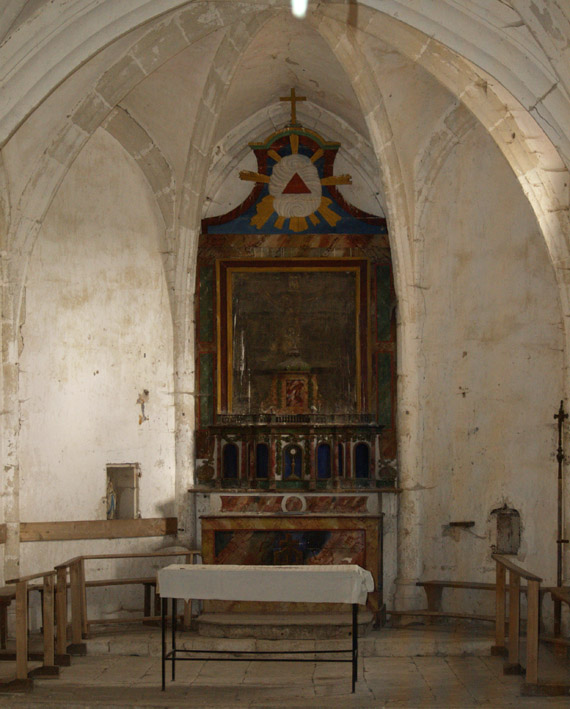
Интерьер церкви Св. Иоанна
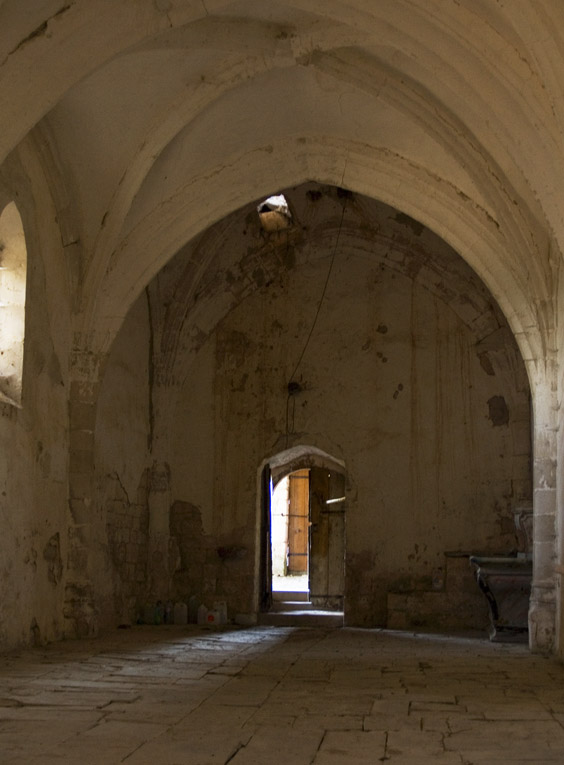
Интерьер церкви Св. Иоанна
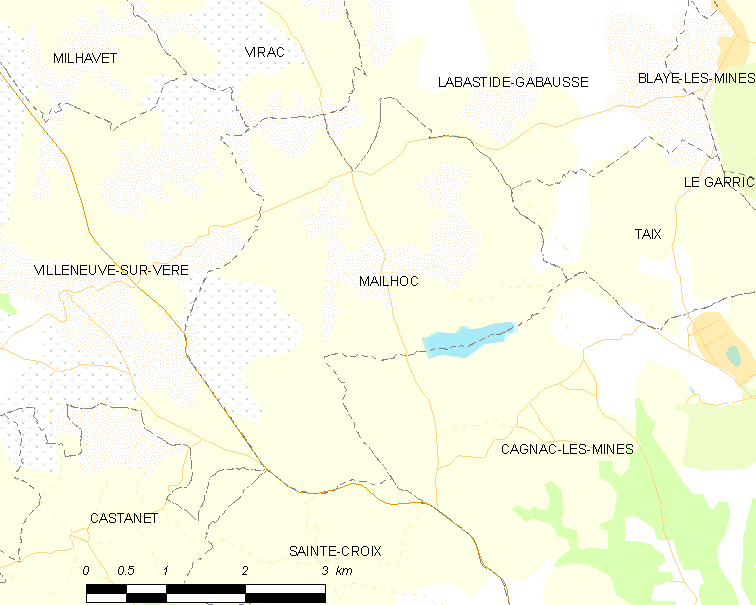
Карта коммуны